# Polyporus squamosus
Polyporus squamosus é um fungo prateleira basidiomiceto com ampla distribuição geográfica, sendo encontrado na América do Norte, Austrália, Ásia e Europa, onde causa podridão branca no cerne de árvores angiospermas mortas ou vivas.

## Taxonomia
A espécie foi descrita cientificamente pela primeira vez em 1778 pelo botânico britânico William Hudson , que lhe deu o nome Boletus squamosus. Recebeu a sua designação actual em 1821 dada por Elias Magnus Fries na sua obra Systema Mycologicum.<

## Descrição
Este cogumelo encontra-se geralmente ligado a troncos ou toros mortos, num só ponto e com um pé grosso. Geralmente, o corpo frutífero têm 8 a 30 cm de largura (podendo atingir os 50 cm.) e até 10 cm de espessura, podendo ter cores que vão do amarelo ao castanho com escamas na sua face superior. Na face inferior podem ser observados poros que são característicos do género Polyporus; eles são constituídos de tubos dispostos muito juntos uns dos outros, e tendo entre 1 e 12 mm de comprimento. O pé é grosso e curto, com até 5 cm de comprimento. A esporada é branca. Podem ser encontrados sozinhos, em grupos de dois ou três, ou formando prateleiras. Os espécimes mais jovens são macios endurecendo com a idade.

## Distribuição e habitat
Este organismo é comum e de ampla distribuição geográfica, sendo encontrado na América do Norte, Austrália, Ásia e Europa. Geralmente frutifica na primavera, ocasionalmente durante o Outono, e raramente nas outras estações. Muitos colectores de cogumelos encontram-nos quando procuram Morchella durante a primavera pois ambos frutificam na mesma época. Desempenha um papel importante nos ecossistemas ao decompor a madeira, usualmente ulmeiro, mas ocasionalmente pode parasitar árvores vivas. Outros hospedeiros são o freixo, faia, castanheiro-da-índia, tília, bordo, plátano, choupo e salgueiro.

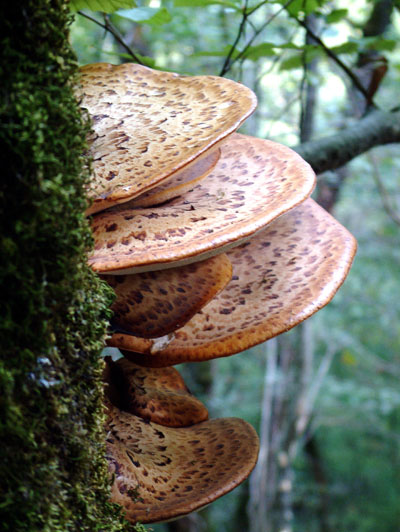
Formando "prateleiras" no tronco de uma árvore

## Comestibilidade e usos humanos
Apesar de P. squamosus não ser certamente venenoso, geralmente não é reconhecido como um cogumelo comestível excepto se os espécimes forem muito jovens e tenros. Os livros de culinária que abordam a sua preparação recomendam geralmente que sejam colhidos jovens, cortados em pequenos pedaços, e cozinhados em lume brando. Algumas pessoas apreciam o papel grosso e rígido que pode ser feito a partir deste e doutros cogumelos do género Polyporus. O odor do cogumelo assemelha-se ao da casca de melancia.